# Snøde
Snøde is een plaats in de Deense regio Zuid-Denemarken, gemeente Langeland, en telt 288 inwoners (2020).